# Eriococcus wangi
Eriococcus wangi är en insektsart som först beskrevs av Miller och Gimpel 1996.  Eriococcus wangi ingår i släktet Eriococcus och familjen filtsköldlöss. Inga underarter finns listade i Catalogue of Life.